# David Adams (tenisista)
David Dixie Adams (ur. 5 stycznia 1970 w Durbanie) – południowoafrykański tenisista, zwycięzca Australian Open 1999 i French Open 2000 w grze mieszanej, reprezentant w Pucharze Davisa, olimpijczyk z Sydney (2000).

## Kariera tenisowa
W latach 1989–2003 grał jako zawodowiec, skupiając swoje umiejętności głównie w grze podwójnej. Do jego największych osiągnięć w grze pojedynczej zalicza się zwycięstwo w zawodach kategorii ATP Challenger Tour w Perth (sezon 1993) oraz półfinały rozgrywek ATP World Tour w Rosmalen i Pekinie (oba w 1994). Najwyżej sklasyfikowany w rankingu singlistów był pod koniec października 1994 roku na 131. miejscu.
W grze podwójnej, w roku 1992 doszedł wspólnie z Andriejem Olchowskim do finału wielkoszlemowego French Open. Mecz o tytuł przegrał z deblem Jakob Hlasek–Marc Rosset 6:7, 7:6, 5:7. Łącznie 52 razy był w finałach turniejów ATP World Tour, z których 19 wygrał. Najwyżej w zestawieniu deblistów był w lutym 1994 roku na 9. pozycji.
W roku 2000 wystartował w igrzyskach olimpijskich w Sydney. W parze z Johnem-Laffniem de Jagerem doszedł do półfinału debla w którym przegrał z Kanadyjczykami Sébastienem Lareau i Danielem Nestorem. Spotkanie o brązowy medal przegrał z parą Àlex Corretja–Albert Costa 6:2, 4:6, 3:6.
W 1999 roku wygrał Australian Open w grze mieszanej. Partnerką Adamsa była Mariaana de Swardt. W finale pokonał 6:4, 4:6, 7:6(5) parę Maks Mirny–Serena Williams. Rok później para z RPA triumfowała w zmaganiach gry mieszanej podczas French Open, po zwycięstwie w finale 6:3, 3:6, 6:3 z Rennae Stubbs i Toddem Woodbridge’em.
Od roku 1997 do 2003 reprezentował RPA w Pucharze Davisa (w grze podwójnej). Przez ten czas rozegrał w barwach narodowych 6 meczów, z których 4 wygrał i 2 przegrał.

### Finały w turniejach ATP World Tour
| Legenda                                      |
| -------------------------------------------- |
| Wielki Szlem                                 |
| Igrzyska olimpijskie                         |
| Tennis Masters Cup / ATP Finals              |
| ATP Masters Series / ATP Tour Masters 1000   |
| ATP International Series Gold / ATP Tour 500 |
| ATP International Series / ATP Tour 250      |

#### Gra podwójna (19–33)
| Końcowy wynik | Nr  | Data                 | Turniej            | Nawierzchnia    | Partner               | Przeciwnicy                             | Wynik finału         |
| ------------- | --- | -------------------- | ------------------ | --------------- | --------------------- | --------------------------------------- | -------------------- |
| Zwycięzca     | 1.  | 3 maja 1992          | Monachium          | Ceglana         | Menno Oosting         | Carl Limberger Tomáš Anzari             | 3:6, 7:5, 6:3        |
| Finalista     | 1.  | 8 czerwca 1992       | French Open, Paryż | Ceglana         | Andriej Olchowski     | Jakob Hlasek Marc Rosset                | 6:7, 7:6, 5:7        |
| Finalista     | 2.  | 15 listopada 1992    | Moskwa             | Dywanowa (hala) | Andriej Olchowski     | Marius Barnard John-Laffnie de Jager    | 4:6, 6:3, 6:7        |
| Finalista     | 3.  | 28 lutego 1993       | Rotterdam          | Dywanowa (hala) | Andriej Olchowski     | Henrik Holm Anders Järryd               | 4:6, 6:7             |
| Zwycięzca     | 2.  | 7 marca 1993         | Kopenhaga          | Dywanowa (hala) | Andriej Olchowski     | Martin Damm Daniel Vacek                | 6:3, 3:6, 6:3        |
| Zwycięzca     | 3.  | 4 kwietnia 1993      | Estoril            | Ceglana         | Andriej Olchowski     | Menno Oosting Udo Riglewski             | 6:3, 7:5             |
| Finalista     | 4.  | 13 czerwca 1993      | Rosmalen           | Trawiasta       | Andriej Olchowski     | Patrick McEnroe Jonathan Stark          | 6:7, 6:1, 4:6        |
| Finalista     | 5.  | 19 września 1993     | Bordeaux           | Twarda          | Andriej Olchowski     | Pablo Albano Javier Frana               | 6:7, 6:4, 3:6        |
| Finalista     | 6.  | 17 października 1993 | Bolzano            | Dywanowa (hala) | Andriej Olchowski     | Hendrik Jan Davids Piet Norval          | 3:6, 2:6             |
| Finalista     | 7.  | 9 stycznia 1994      | Adelaide           | Twarda          | Byron Black           | Andrew Kratzmann Mark Kratzmann         | 4:6, 3:6             |
| Zwycięzca     | 4.  | 20 lutego 1994       | Stuttgart          | Dywanowa (hala) | Andriej Olchowski     | Grant Connell Patrick Galbraith         | 6:7, 6:4, 7:6        |
| Zwycięzca     | 5.  | 20 marca 1994        | Casablanca         | Ceglana         | Menno Oosting         | Cristian Brandi Federico Mordegan       | 6:3, 6:4             |
| Finalista     | 8.  | 3 kwietnia 1994      | Osaka              | Twarda          | Andriej Olchowski     | Martin Damm Sandon Stolle               | 4:6, 4:6             |
| Finalista     | 9.  | 31 lipca 1994        | Hilversum          | Ceglana         | Andriej Olchowski     | Daniel Orsanic Jan Siemerink            | 4:6, 2:6             |
| Zwycięzca     | 6.  | 7 sierpnia 1994      | Kitzbühel          | Ceglana         | Andriej Olchowski     | Sergio Casal Emilio Sánchez             | 6:7, 6:3, 7:5        |
| Finalista     | 10. | 23 października 1994 | Pekin              | Dywanowa (hala) | Andriej Olchowski     | Tommy Ho Kent Kinnear                   | 6:7, 3:6             |
| Finalista     | 11. | 13 listopada 1994    | Moskwa             | Dywanowa (hala) | Andriej Olchowski     | Jacco Eltingh Paul Haarhuis             | walkower             |
| Zwycięzca     | 7.  | 15 stycznia 1995     | Dżakarta           | Twarda          | Andriej Olchowski     | Ronald Agénor Shūzō Matsuoka            | 7:5, 6:3             |
| Zwycięzca     | 8.  | 12 lutego 1995       | Marsylia           | Dywanowa (hala) | Andriej Olchowski     | Jean-Philippe Fleurian Rodolphe Gilbert | 6:1, 6:4             |
| Zwycięzca     | 9.  | 10 marca 1996        | Rotterdam          | Dywanowa (hala) | Marius Barnard        | Hendrik Jan Davids Cyril Suk            | 6:3, 5:7, 7:6        |
| Finalista     | 12. | 26 maja 1996         | St. Pölten         | Ceglana         | Menno Oosting         | Ctislav Doseděl Pavel Vízner            | 7:6, 4:6, 3:6        |
| Finalista     | 13. | 28 lipca 1996        | Kitzbühel          | Ceglana         | Menno Oosting         | Libor Pimek Byron Talbot                | 6:7, 3:6             |
| Finalista     | 14. | 15 września 1996     | Bukareszt          | Ceglana         | Menno Oosting         | David Ekerot Jeff Tarango               | 6:7, 6:7             |
| Finalista     | 15. | 29 września 1996     | Bazylea            | Twarda (hala)   | Menno Oosting         | Jewgienij Kafielnikow Daniel Vacek      | 3:6, 4:6             |
| Zwycięzca     | 10. | 23 lutego 1997       | Antwerpia          | Twarda (hala)   | Olivier Delaître      | Sandon Stolle Cyril Suk                 | 3:6, 6:1, 6:2        |
| Finalista     | 16. | 2 marca 1997         | Mediolan           | Dywanowa (hala) | Andriej Olchowski     | Pablo Albano Peter Nyborg               | 4:6, 6:7             |
| Finalista     | 17. | 15 czerwca 1997      | Halle              | Trawiasta       | Marius Barnard        | Karsten Braasch Michael Stich           | 6:7, 3:6             |
| Finalista     | 18. | 9 listopada 1997     | Moskwa             | Dywanowa (hala) | Fabrice Santoro       | Martin Damm Cyril Suk                   | 4:6, 3:6             |
| Finalista     | 19. | 10 maja 1998         | Hamburg            | Ceglana         | Brett Steven          | Donald Johnson Francisco Montana        | 2:6, 5:7             |
| Finalista     | 20. | 24 maja 1998         | St. Pölten         | Ceglana         | Wayne Black           | Jim Grabb David Macpherson              | 4:6, 4:6             |
| Finalista     | 21. | 18 października 1998 | Wiedeń             | Dywanowa (hala) | John-Laffnie de Jager | Jewgienij Kafielnikow Daniel Vacek      | 5:7, 3:6             |
| Finalista     | 22. | 25 października 1998 | Ostrawa            | Dywanowa (hala) | Pavel Vízner          | Nicolas Kiefer David Prinosil           | 4:6, 3:6             |
| Finalista     | 23. | 7 lutego 1999        | Marsylia           | Twarda (hala)   | Pavel Vízner          | Maks Mirny Andriej Olchowski            | 5:7, 6:7(7)          |
| Zwycięzca     | 11. | 21 lutego 1999       | Rotterdam          | Dywanowa (hala) | John-Laffnie de Jager | Neil Broad Peter Tramacchi              | 6:7, 6:3, 6:4        |
| Finalista     | 24. | 14 lutego 1999       | Dubaj              | Twarda          | John-Laffnie de Jager | Wayne Black Sandon Stolle               | 6:4, 1:6, 4:6        |
| Finalista     | 25. | 16 maja 1999         | Rzym               | Ceglana         | John-Laffnie de Jager | Ellis Ferreira Rick Leach               | 7:6, 1:6, 2:6        |
| Zwycięzca     | 12. | 11 lipca 1999        | Båstad             | Ceglana         | Jeff Tarango          | Nicklas Kulti Mikael Tillström          | 7:6(6), 6:4          |
| Finalista     | 26. | 22 sierpnia 1999     | Waszyngton         | Twarda          | John-Laffnie de Jager | Justin Gimelstob Sébastien Lareau       | 5:7, 7:6(2), 3:6     |
| Zwycięzca     | 13. | 19 września 1999     | Bournemouth        | Ceglana         | Jeff Tarango          | Michael Kohlmann Nicklas Kulti          | 6:3, 6:7(5), 7:6(5)  |
| Finalista     | 27. | 3 października 1999  | Tuluza             | Twarda (hala)   | John-Laffnie de Jager | Olivier Delaître Jeff Tarango           | 6:3, 6:7(2), 4:6     |
| Finalista     | 28. | 31 października 1999 | Stuttgart          | Twarda (hala)   | John-Laffnie de Jager | Jonas Björkman Byron Black              | 7:6(6), 6:7(2), 0:6  |
| Zwycięzca     | 14. | 20 lutego 2000       | Rotterdam          | Twarda (hala)   | John-Laffnie de Jager | Tim Henman Jewgienij Kafielnikow        | 5:7, 6:2, 6:3        |
| Zwycięzca     | 15. | 27 lutego 2000       | Londyn             | Twarda (hala)   | John-Laffnie de Jager | Jan-Michael Gambill Scott Humphries     | 6:3, 6:7(7), 7:6(11) |
| Finalista     | 29. | 16 kwietnia 2000     | Estoril            | Ceglana         | Joshua Eagle          | Donald Johnson Piet Norval              | 4:6, 5:7             |
| Zwycięzca     | 16. | 7 maja 2000          | Monachium          | Ceglana         | John-Laffnie de Jager | Maks Mirny Nenad Zimonjić               | 6:4, 6:4             |
| Finalista     | 30. | 14 stycznia 2001     | Auckland           | Twarda          | Martín García         | Marius Barnard Jim Thomas               | 6:7(10), 4:6         |
| Finalista     | 31. | 4 marca 2001         | Acapulco           | Ceglana         | Martín García         | Donald Johnson Gustavo Kuerten          | 3:6, 6:7(5)          |
| Finalista     | 32. | 10 marca 2002        | Delray Beach       | Twarda          | Ben Ellwood           | Martin Damm Cyril Suk                   | 4:6, 7:6(5), 5–10    |
| Finalista     | 33. | 21 lipca 2002        | Stuttgart          | Ceglana         | Gastón Etlis          | Joshua Eagle David Rikl                 | 3:6, 4:6             |
| Zwycięzca     | 17. | 15 września 2002     | Taszkent           | Twarda          | Robbie Koenig         | Raemon Sluiter Martin Verkerk           | 6:2, 7:5             |
| Zwycięzca     | 18. | 27 października 2002 | Petersburg         | Twarda (hala)   | Jared Palmer          | Irakli Labadze Marat Safin              | 7:6(8), 6:3          |
| Zwycięzca     | 19. | 12 stycznia 2003     | Auckland           | Twarda          | Robbie Koenig         | Tomáš Cibulec Leoš Friedl               | 7:6(5), 3:6, 6:3     |